# Anthon Petersen
Anton Nikolai Eigel Josva Petersen (meist Anthon Petersen; * 6. Juli 1907 in Paamiut; † April 1984 ebenda) war ein grönländischer Fischer und Landesrat.

## Leben
Anthon Petersen war der Sohn von John Hendrik Ole Petersen (1866–?) und seiner Frau Emilie Cecilie Magdalene Hegelund (1877–?). Am 18. August 1929 heiratete er in Arsuk Dina Charlotte Margrethe Emilie Sørensen (1906–?), Tochter von Jakob Silas Seth Josef Sørensen und seiner Frau Erika Cecilie Helene Rasmussen.
Er wuchs unter bescheidenen Verhältnissen auf, aber war 1952 der erste Grönländer, der sich einen Fischkutter kaufte. Er wurde damit zu einem Pionier der grönländischen Fischerei, die vor allem sein Sohn Peter in ähnlichem Maße weitertrieb.
Anthon Petersen war Mitglied des Gemeinderats und wurde auch nach der Verwaltungsreform 1951 weiter gewählt. 1963 wurde er in Grønlands Landsråd gewählt, wo er eine Legislaturperiode blieb. 1967 trat er nur noch als Stellvertreter an.
Er war Ritter des Dannebrogordens und starb 1984 im Alter von 76 Jahren nach langer Krankheit.